# 烏任斯科耶湖
58°25′55″N 28°00′08″E / 58.43194°N 28.00222°E

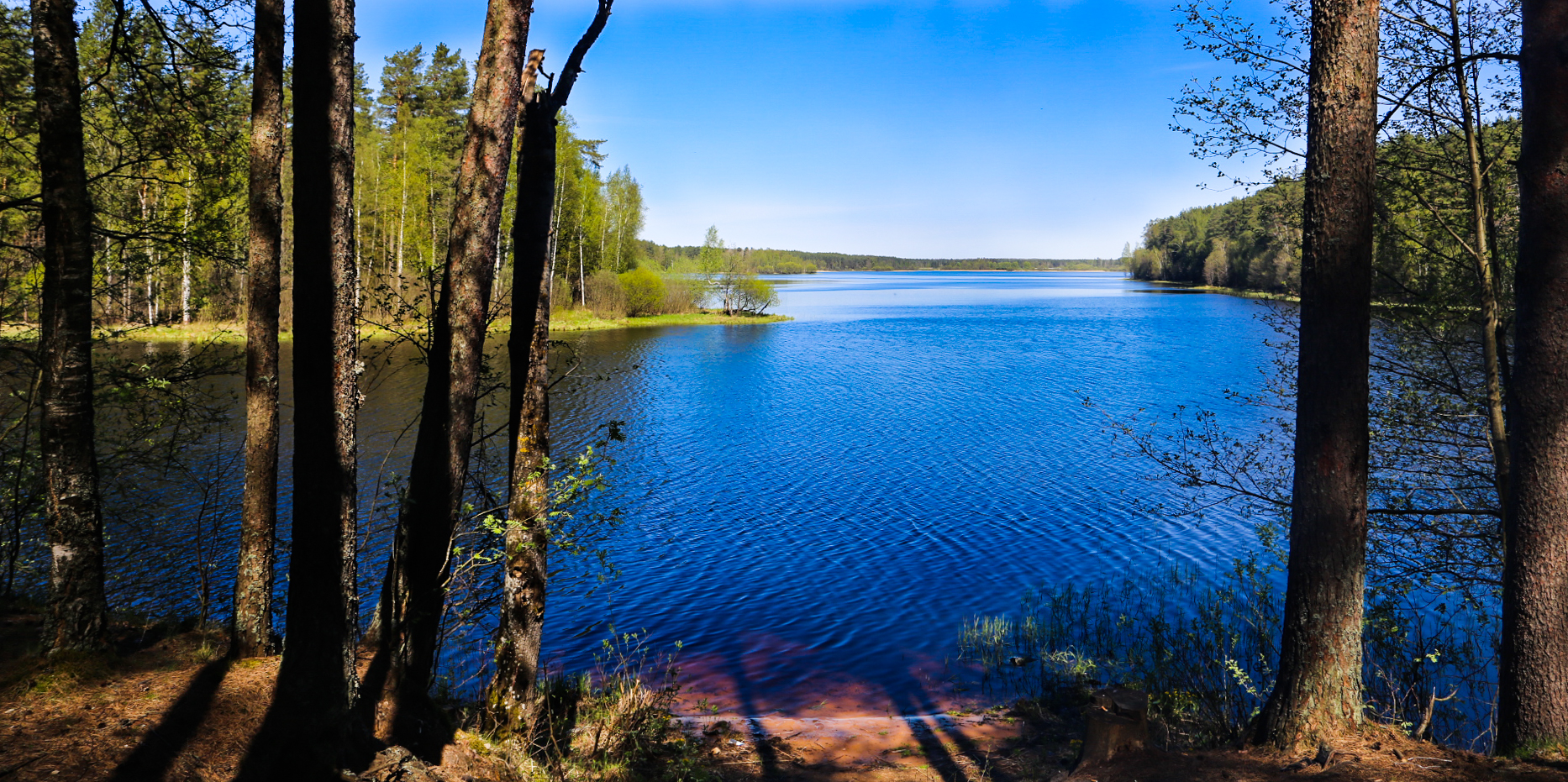

烏任斯科耶湖（俄语：Ужинское），是俄羅斯的湖泊，位於該國西北部，由普斯科夫州負責管轄，處於格多夫區，面積1.2平方公里，集水區面積763平方公里，平均水深4米，最大水深11.5米。